# 아미리 바라카
아미리 바라카(Amiri Baraka, 1934년 10월 7일~2014년 1월 9일)은 미국의 극작가다. 전에는 리로이 존스(LeRoi Jones)으로 알려졌으며, 가끔 논쟁적 인물로 알려졌고 버펄로와 스토니브룩에 있는 뉴욕 주립 대학교에서 강의하기도 하였다.
에베레트 리로이 존스(Everett LeRoy Jones)란 본명으로 뉴저지주 뉴어크에서 태어나 배링거 고등학교에서 공부하였다. 그의 아버지 코이트 레베레트 존스는 우체국 관리 겸 기중기 기사였고, 어머니 애나 로이스는 사회 사업가였다. 1967년 아프리카식 이름 이마누 아메아르 바라카(Imanu Amear Baraka)라는 이름을 차용하였다.
그는 러트거스, 컬럼비아, 하워드 등의 대학교에서 공부하였는 데, 학위 없이 떠나고 말았다. 1951년 루트거스 대학교에 들어가는 데 장학금을 받았지만, 문화적 혼란의 분위기가 계속되면서 1952년 하워드 대학교로 옮기는 자극을 가져왔다. 그의 주요 공부 분야는 철학과 종교였다. 3년간 공군에서 복무하였다가, 콜럼비아 대학교에서 계속 비교급의 문학을 공부하였다.
1955년 그리니치 빌리지로 옮겨가 음악 녹음을 위한 창고에서 일을 하였다. 이 시기에 그는 재즈에 흥미를 가지기 시작하였다. 같은 시기에 비트, 블랙 마운틴 칼리지와 뉴욕 학교의 시인들과 접촉을 하였다. 1958년 해티 코헨(Hattie Cohen)과 결혼하여 잭 케루악과 앨런 긴스버그 같은 비트 세대의 우상들을 출판한 토템 프레스(Totem Press)를 설립하였다. 그들이 펴낸 잡지 <유겐>(Yugen)은 4년동안 8번이나 발행되었다. 또한 <정신 문화>(Kultur)(1960~65)의 편집자와 비평가로서 일하였다. 다이앤 디프리마(Diane DiPrima)와 함께 작은 잡지 <떠다니는 곰>(Floating Bear)(1961~63)의 25번 발행물을 편집하였다.
1960년 7월 쿠바를 방문하여, 그의 에세이 <쿠바 해방>(Cuba libre)에 자신의 감동을 보고하였다. 1961년에는 피델 카스트로 정권의 후원으로 <양심의 선언>(Declaration of Conscience)을 함께 저술하였다. 또한 1962년부터 뉴욕 맨해튼의 동부 저지대에서 이시메일 리드, 로렌조 토머스 같은 신흥 흑인 국민주의 작가들과 움브라 시인 연구 집회의 단원이기도 하였다.
1961년 그의 첫 시집 <자살 기록 20권으로의 머릿말> (Preface to a Twenty Volume Suicide Note)이 발간되었고, 1963년에는 <블루스 사람들:백인 아메리카에서의 흑인 음악>(Blues People:Black Music in White America)을 펴냈다.
1965년 맬컴 엑스가 암살된 후 바라카는 그의 부인과 2명의 자식을 떠나 할렘으로 이주하였다. 이제 흑인 문화 국민주의자가 된 그는 백인들의 비트 세대로부터 떨어져나갔다. 그리고 평화 주의와 인종 차별 폐지적인 인권 운동의 가장 비평적 인간이 되었다. 그의 혁명적과 이제 반유대주의적 시가 논쟁이 되고 말았다.
1966년 실비아 로빈슨(Sylvia Robinson)과 재혼하였고, 1967년에는 샌프란시스코에 있는 주립 대학교에서 강의하였다. 1968년 뉴어크에서 불법적 무기를 들고 전에 일어난 흑인 폭동에서 체포되지 않으려고 반항한 죄로 체포되어, 징역 3년을 선고받았다. 같은해 그의 두 번째 재즈 비평작 <흑인들의 음악>(Black Music)이 발간되었다. 1970년 뉴어크에서 열린 시장 선거에서 케네스 A. 깁슨을 지지하였다. 그는 반 유대적인 시와 항목을 가두어 논쟁을 초래하였다.
1974년 바라카는 흑인 국가주의로부터 멀리하고 마르크스주의자가 되어 제3세계의 해방운동의 후원자가 되었다. 1979년에는 스토니브룩 아프리카 연구소의 강사가 되었다. 같은 해, 부인과 격론 후 의무적 공동체 사업의 단기간을 선고받았다. 이 시기에 그는 자신의 저서를 쓰기 시작하였다. 1980년에 자신이 반 시오니즘이라고 밝혔다.
1984년 루트거스 대학교의 정교수가 되었으나, 이어서 신분보장권이 거절되었다. 1987년 토니 모리슨과 마야 망겔로우와 함께 제임스 볼드윈의 기념식에서 연설자로 있었다. 1989년에는 그의 작업들로 미국인의 책상(American Book Award)와 랭스턴 휴스 상(Langston Hughes Award)을 수상하였다. 1990년에는 퀸시 존스의 저서를 함께 저술하였고, 1998년에는 워런 비티의 《불워스》(Bulworth)에 조연하기도 하였다.
2014년 1월 9일에 사망하였다. 향년 81세

## 참고 문헌
- 이 문서에는 다음커뮤니케이션(현 카카오)에서 GFDL 또는 CC-SA 라이선스로 배포한 글로벌 세계대백과사전의 내용을 기초로 작성된 글이 포함되어 있습니다.